# Ute Trekel-Burckhardt
Ute Trekel-Burckhardt (* 3. November 1939 in Pirna) ist eine deutsche Opernsängerin (Mezzosopran).

## Leben
Trekel-Burckhardt studierte an der Musikhochschule Berlin bei Rita Meinl-Weise. Ihr Bühnendebüt erfolgte 1963 an der Komischen Oper Berlin als Page in Salome von Richard Strauss in einer Inszenierung von Götz Friedrich. Sie blieb an diesem Haus bis zum Tod Walter Felsensteins (1975). 1972 war sie an der Uraufführung von Noch einen Löffel Gift, Liebling? von Siegfried Matthus (Libretto: Peter Hacks) beteiligt. Seit 1975 war sie Mitglied des Ensembles der Staatsoper Unter den Linden und wirkte auch gastweise an der Staatsoper Dresden.
Trekel-Burckhardt interpretierte alle großen Mezzosopran- und Altrollen des Repertoires und wurde als Interpretin der Opern von Giuseppe Verdi und Richard Strauss bekannt. Eine ihrer Hauptrollen war der Octavian im Rosenkavalier, die Titelpartie in Carmen, die Amneris (Aida), die Eboli in (Don Carlo) und die Amme in Die Frau ohne Schatten (Regie: Harry Kupfer). In Ruth Berghaus’ Inszenierung von La clemenza di Tito war sie der Sesto.
Gastverträge hatte sie vor der Wende mit den Staatsopern von Wien und München, der Königlichen Oper Kopenhagen, der Oper Köln, der Oper Bonn (1984 als Renata in Der feurige Engel von Prokofjew), mit dem Staatstheater Karlsruhe (1987 als Kundry im Parsifal) und mit Wiesbaden (1988 als Ortrud im Lohengrin). 1985 sang sie in Arnold Schönbergs Monodram Erwartung.
1985 sang sie in der Münchner Premiere von Heinrich Sutermeisters Oper Le Roi Bérenger. 1986 trat sie beim Gastspiel der Berliner Staatsoper beim Festival von Las Palmas als Venus in Tannhäuser auf.
Außerdem sang sie gastierend in Amsterdam (1980) und am Teatro Comunale di Bologna (1981), am Gran Teatre del Liceu in Barcelona (1981, 1986), am Teatro Colón zu Buenos Aires (1986), an der Opéra National von Bordeaux (1986) und am Théâtre de la Monnaie in Brüssel (1980).
1990 gab sie an der Berliner Staatsoper die Azucena im Troubadour, die Amneris in Aida und den Komponisten in Ariadne auf Naxos, 1993 die Küsterin in Jenufa. 1991 gastierte sie auch an der Deutschen Oper Berlin in Friedrichs Inszenierung des Lohengrin als Ortrud, 1995 am Opernhaus Graz als Klytämnestra in Elektra.
Als Cherubino ist sie in der Aufzeichnung von Felsensteins letzter Inszenierung von Figaros Hochzeit (Komische Oper 1975) zu erleben.
In den letzten Jahren wirkte Trekel-Burckhardt primär als Pädagogin, sie sang aber auch in Pique Dame die Gräfin (Staatsoper Berlin) und in Arabella die Kartenaufschlägerin (Staatsoper München).
Ute Trekel-Burckhardt ist verheiratet mit dem Bassisten Kammersänger Jürgen Trekel, der an der Oper Halle und an der Komischen Oper engagiert war und aktuell (2013) an der Bühne Baden in Niederösterreich spielt. Beider Sohn ist der Bariton Roman Trekel.

## Filmografie
- 1973: Ritter Blaubart (Studioaufzeichnung)
- 1976: Die Hochzeit des Figaro (Theateraufzeichnung)

## Schallplatten
- Arien aus Titus, Jeanne d’Arc, Don Carlos, Samson und Dalila, Jenufa, Carmen und Lohengrin – Staatskapelle Berlin, Dirigent: Siegfried Kurz (Langspielplatte, 1989, ETERNA)
- Ein Opernabend mit Ute Trekel-Burckhardt (Bizet, Janáček, Mozart, Saint-Saëns, Tschaikowsky, Verdi, Wagner) – Staatskapelle Berlin, Dirigent: Siegfried Kurz

## Video-Aufzeichnung
- Blanche in Felsensteins Ritter Blaubart (1973) – Arthaus
- Cherubino in Felsensteins Figaros Hochzeit (1975) – Arthaus